# لورنزو استیشن، کالیفرنیا
لورنزو استیشن (به انگلیسی: Lorenzo Station) یک منطقهٔ مسکونی در ایالات متحده آمریکا است که در شهرستان آلامدا، کالیفرنیا واقع شده‌است. لورنزو استیشن ۱۰ متر بالاتر از سطح دریا واقع شده‌است.